# マテンロウ
マテンロウは、吉本興業（東京本社）所属のお笑いコンビ。2009年結成。NSC東京校15期生。

## メンバー
アントニー（1990年2月9日 - ）（35歳）
ボケ（ネタによってツッコミ）担当。立ち位置は左。
東京都北区出身。血液型A型。身長186 cm、体重120 kg。
本名は堀田 世紀 アントニー（ほりた せいき あんとにー）。本来は「堀田 アントニー 世紀」になるはずだったが、母親がつけ間違えたため、現在の名前になった。
憧れの芸人は山崎弘也（アンタッチャブル）、おぎやはぎ。
アフリカ系アメリカ人のプロボクサーだった父と日本人の母を持つハーフである。弟も同じ父親の子である。父親はアントニーが3歳の時に死去しているため英語が話せず、中学1年生のとき英検5級に不合格となり、それを学級新聞に大きく書かれたというエピソードを持つ。
母親はその後、日本人の寿司職人と再婚しており、実家は寿司屋である。しかし、その外見のせいで（実家以外の）寿司屋で板前に「お任せで」と注文すると、カリフォルニアロールが出てきたという。
上述の通り、英語が話せないが、英会話スクールでは先生に間違われ、生徒から英語で挨拶されたこともある。
幼い頃から体が大きく身体能力が同級生の中で突出しており、小学5年生の時点で身長が172 cmあった。小学生時代は野球をやっており120 km/hの球を投げ、『板橋の怪物』とまで呼ばれていた。打席に立つと相手チームの監督が外野手を下がらせてレフトの子が川に落ちてしまい、「レフト殺し」のあだ名がついた。
小学6年生の時に肘の故障で野球を辞めたが、2018年現在は趣味として草野球を続けており、通行人にアルフレド・デスパイネと間違われたこともある。
学生時代にハーフであることを理由にいじめを受けたことはなく、イジられることが多いだけだったと語っている。理由としては、とにかく身体が大きかったため、そういう流れにならなかったのだろうと述べている。また、体格の良さからヤンキーに勧誘されたことがあるが、父がプロボクサーだった影響で母から人に手を上げるなと強く言われて育ったため、喧嘩もしたことがないという。
アルバイトの面接には全く受からなかった時期があり、とても苦労したことも語っている。それでもキャバクラで皿洗いのアルバイトに採用されると、会計時にごねる客の前に顔を出すだけで「すごい用心棒」と間違われ、感心した客が素直に飲み代を支払って帰ることがあると、店からお小遣いがもらえてステーキにありつけるほど外見で得をしていたともいう。
黒人の差別問題などに自身の政治的スタンスを公にすることはあまりないが、Twitterで「アメリカの暴動についてどう思いますか?」という質問には「そりゃ良い気はしないよ。けど、日本生まれ日本育ち〈中略〉ほぼ日本人。けど#BlackLivesMatter」と回答している。
高校生の頃、生徒のほとんどが自転車通学をしており、自身も自転車で通学していたが、学校に「自転車通学をしている黒人がいる」という苦情が入り、先生から自転車通学を辞めるよう促されるといった不当な扱いも受けた。
阪神タイガースのファンで、球場へ観戦に行くこともある。
趣味はスニーカーの収集で『アメトーーク!』（テレビ朝日）「スニーカー芸人」にも2度出演した。またポーカー（テキサス・ホールデム）プレイヤーでもあり、実際にポーカー関連の番組でMCを務めることもある。
同じ吉本所属でハーフ芸人の植野行雄（デニス）、JOY、関口メンディーと共にハーフ会を結成している。
俳優としても活動している。

大トニー（おおトニー、1990年2月15日 - ）（35歳）
ツッコミ（ネタによってボケ）・ネタ作り担当。立ち位置は右。既婚。
東京都板橋区出身、東京富士大学中退。血液型O型。身長166.5 cm。体重80 kg。
憧れの芸人は品川祐（品川庄司）。
2012年時点ではダーツバーでアルバイトをしている。
旧芸名および本名は大野 大介（おおの だいすけ）。バラエティ番組『水曜日のダウンタウン』（TBSテレビ）の企画で調査されたコンビ知名度格差ランキングでは、アントニーの知名度が下がって格差が縮まったが、大野は2回いずれも0％だった。2016年9月7日放送の同番組にて、大野本人より「名前に特徴がないと覚えてもらえないのでは?」と発案し、松本人志（ダウンタウン）に芸名の名づけを依頼。その結果「大トニー（おおトニー）」と改名された。放送直後本人のTwitterや所属事務所公式プロフィールが「大トニー」に書き換えられている。
2020年9月2日に一般女性と結婚していたことを同年11月7日にTwitter上で発表した。

## 来歴
アントニーが当初通っていた東京都立北豊島工業高等学校の同級生から紹介された、当時私立正則学園高等学校に通っていた大トニーと「グランドスラム」というコンビを組んでM-1甲子園に出場した。大トニーがアントニーを誘う形でNSCに入学。進路に吉本興業を選んだ理由は、アントニー曰く「母が大阪出身なのでその影響もあって、お笑いで売れている人が多い事務所は吉本だというイメージだった」とのこと。またアントニーは小学生の頃から母に連れられてよく吉本新喜劇を観に行っており、その影響もあるという。アントニーが憧れていたアンタッチャブル、おぎやはぎが共にプロダクション人力舎所属ということはNSC入学後に気付いたという。
大トニーが2010年9月5日付けの公式ブログで、コンビ名を「ブラックリスト」から「マテンロウ」に改名した事を発表。（コンビ名の候補には「はんばーがー」「アントニーズ」「黒人と日本人」「お花畑」などがあった。）名付け親は松田洋昌（ハイキングウォーキング）だが、先におもしろ佐藤（御茶ノ水男子）がブログで発表してしまった。

## 賞レースなどでの戦績

### M-1グランプリ
| 年（回）         | 結果         | エントリー No. | 会場                   | 日時       | 備考      |
| ---------------- | ------------ | -------------- | ---------------------- | ---------- | --------- |
| 2010年 (第10回)  | 準々決勝進出 | 1537           | メルパルク東京         | 2010/12/3  | 予選 57位 |
| 2015年 (第11回)  | 3回戦進出    | 1517           | ルミネtheよしもと      | 2015/10/23 |           |
| 2016年（第12回） | 準々決勝進出 | 2321           | NEW PIER HALL          | 2016/11/6  |           |
| 2017年（第13回） | 2回戦進出    | 1868           | 雷5656会館ときわホール | 2017/10/7  |           |
| 2018年（第14回） | 2回戦進出    | 2944           | 雷5656会館ときわホール | 2018/10/9  |           |
| 2019年（第15回） | 2回戦進出    | 4454           | 雷5656会館ときわホール | 2019/10/21 |           |
| 2020年（第16回） | 2回戦進出    | 1564           | よしもと有楽町シアター | 2020/11/5  |           |
| 2021年（第17回） | 2回戦進出    | 3462           | 雷5656会館ときわホール | 2021/10/18 |           |
| 2022年（第18回） | 3回戦進出    | 4079           | よしもと有楽町シアター | 2022/10/31 |           |
| 2023年（第19回） | 3回戦進出    | 6290           | KANDA SQUARE HALL      | 2023/11/8  |           |
| 2024年 (第20回)  | 3回戦進出    | 6259           | KANDA SQUARE HALL      | 2024/11/7  |           |

キングオブコント
- 2009年 2回戦敗退[21]
- 2010年 2回戦敗退[21]
- 2016年 1回戦敗退

## 芸風
主に漫才で、コントも行う。デビューしてしばらくの頃はシュールなコントをメインにしていたが、「そういう事を求められていない」ということに気付き、徐々にアントニーがハーフであることなど見た目を生かしたネタを多く行うようにシフトチェンジして行ったとのこと。

## 出演

### テレビ
現在の出演番組
- 水曜日のダウンタウン（TBSテレビ、2014年 - ） - 準レギュラー。初期と現在はアントニーのみ。後に大トニーも一時出演したが現在は出演していない

過去の出演番組
- カウントダウン E.T（MUSIC ON! TV、2013年7月 - 2014年3月）- アントニーのみバイト君として週替り出演
- 魁!ミュージック（フジテレビ、2016年4月11日 - 2017年9月） - コーナー「レキシ歩記」
- 絶好調W （北陸放送、2018年10月24日 - 2025年3月26日） - アントニーはレギュラーゲスト、大トニーも準レギュラーとして出演
- ミント!（毎日放送、2019年4月5日 - 2019年6月28日） - アントニーのみ金曜レギュラー
- メッセンジャーの○○は大丈夫なのか?（毎日放送、2018年） - 準レギュラー
- 本能Z（CBCテレビ）- リポーター
- そんなコト考えた事なかったクイズ!トリニクって何の肉!?（朝日放送テレビ） - アントニーのみ準レギュラー

### 映画
- 獣道（2017年7月15日、サードウインドウフィルムズ） - 北川堅太 役（アントニーのみ）
- 魔法少年☆ワイルドバージン（2019年12月6日、Vandalism）- （アントニーのみ）
- KAPPEI カッペイ（2022年3月18日、東宝） - 街の不良 役（アントニー、大トニー）[22]
- 遠井さんは青春したい！『バカとスマホとロマンスと』- ジェル（実写） 役（アントニーのみ）[23]

### テレビドラマ
- 水曜ミステリー9 ソタイ 組織犯罪対策課（2014年11月12日、テレビ東京） - ボブ 役（アントニーのみ）
- 崖っぷちホテル!（2018年6月17日、日本テレビ） - ホテル・スィーヴルのスタッフ 役（アントニーのみ）

### 舞台
- 舞台タメ劇 vol.1『タイムカプセル Bye Bye Days』（2025年1月9日・13日、紀伊國屋ホール） - はるちん（春田里志） 役（アントニーのみ）[24][25]

### 吹き替え
- ディス・イズ・ジ・エンド 俺たちハリウッドスターの最凶最期の日（2014年） - ジョナ・ヒル 役（アントニーのみ）

### ラジオ
- アントニーのALL-IN（InterFM、2023年4月 - ）[12] ※アントニーのみ

### ネット配信
- HITOSHI MATSUMOTO presents ドキュメンタル（2016年、Amazon Prime Video）シーズン1（アントニーのみ）
- ショウダウン（2023年9月 - 、DAZN）※アントニーのみ
- 僕の愛しい妖怪ガールフレンド（2024年3月22日、Amazon Prime Video） - 田貫R世凪 役（アントニーのみ）[26]
- 地面師たち（2024年7月25日、Netflix） - オロチ役（アントニーのみ）[27]

### MV
- レキシ「KATOKU」（2017年)※アントニーのみ
- 清水翔太 ｢Good Life｣ （2018年）※アントニーのみ

### CM
- アプリゲーム『ファイトリーグ』（2017年6月、ミクシィ・XFLAG スタジオ） – タッグプレイ・アントニー＆ハリー杉山編[28][29]
- Honda「VEZEL」（2021年4月 - ）※アントニーのみ

## 単独ライブ
2016年
- 「マテンロウのどうにかしてくれ！」（1月26日、ヨシモト∞ホール/東京）

2017年
- 「HEISEI維新」（9月8日、ヨシモト∞ホール/東京）

2018年
- 「トニー・トニー」（4月29日、渋谷Fu/東京）

## 著書
- アントニー『アイ アム ジャパニーズ -これがハーフ芸人の生きる道-』（2015年2月25日発売、ワニブックス、ISBN 978-4847093173）

## 参考書籍
- 「今月のコンテンツガイド」『日経エンタテインメント!』2013年11月号、日経BP社、105頁。